# Sestiere (Venezia)
I sestieri sono le sei zone in cui è divisa la città di Venezia. Corrispondono ai quartieri delle altre città, che idealmente rappresentavano la quarta parte dell'accampamento romano, schema ideale della costruzione di un gran numero di centri abitati d'Europa.

## Storia
La suddivisione cittadina in sestieri risale alle origini di Venezia; tra l'altro in città la numerazione civica è unica per ciascun sestiere, con alcune eccezioni per aree più grandi incluse in isole non collegate da ponti, e raggiunge numeri a quattro cifre (Castello raggiunge quasi i 7000). Questo particolare sistema di numerazione, unito alla naturale complessità della viabilità veneziana, porta ad avere talvolta due numeri civici molto diversi fra loro a poca distanza l'uno dall'altro.
I nomi tradizionali dei sestieri di Venezia sono:
- Cannaregio, così denominato perché sviluppatosi in una zona paludosa ove erano frequenti i canneti;[1]
- Castello, ha preso il nome da un fortilizio ormai scomparso attorno a cui si è sviluppata l'area;
- Dorsoduro, probabilmente il suo nome richiama le compatte dune di sabbia di questa zona;
- Santa Croce, prende il nome dalla demolita chiesa di Santa Croce e comprende anche piazzale Roma, il Tronchetto e la Stazione Marittima.
- San Marco, prende il nome dalla omonima basilica;
- San Polo, prende il nome dalla chiesa di San Polo ed è al centro di Venezia: qui ha sede il mercato di Rialto.

Queste suddivisioni non esauriscono la zona storica costituente la città di Venezia.
Le isole della Giudecca fanno parte di Dorsoduro, l'isola di San Giorgio Maggiore di S. Marco e l'isola di San Michele, sede del cimitero cittadino, di Castello.
Si parla di sestieri anche nelle isole di Burano e Pellestrina, sebbene abbiano rispettivamente cinque e quattro quartieri.

## I sestieri nelle suddivisioni amministrative della Repubblica di Venezia

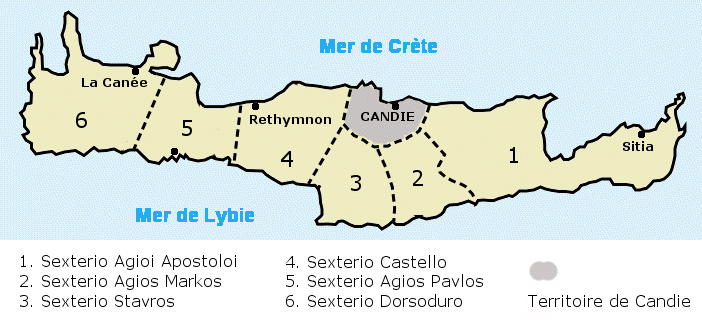
La suddivisione in sestieri della Creta veneziana

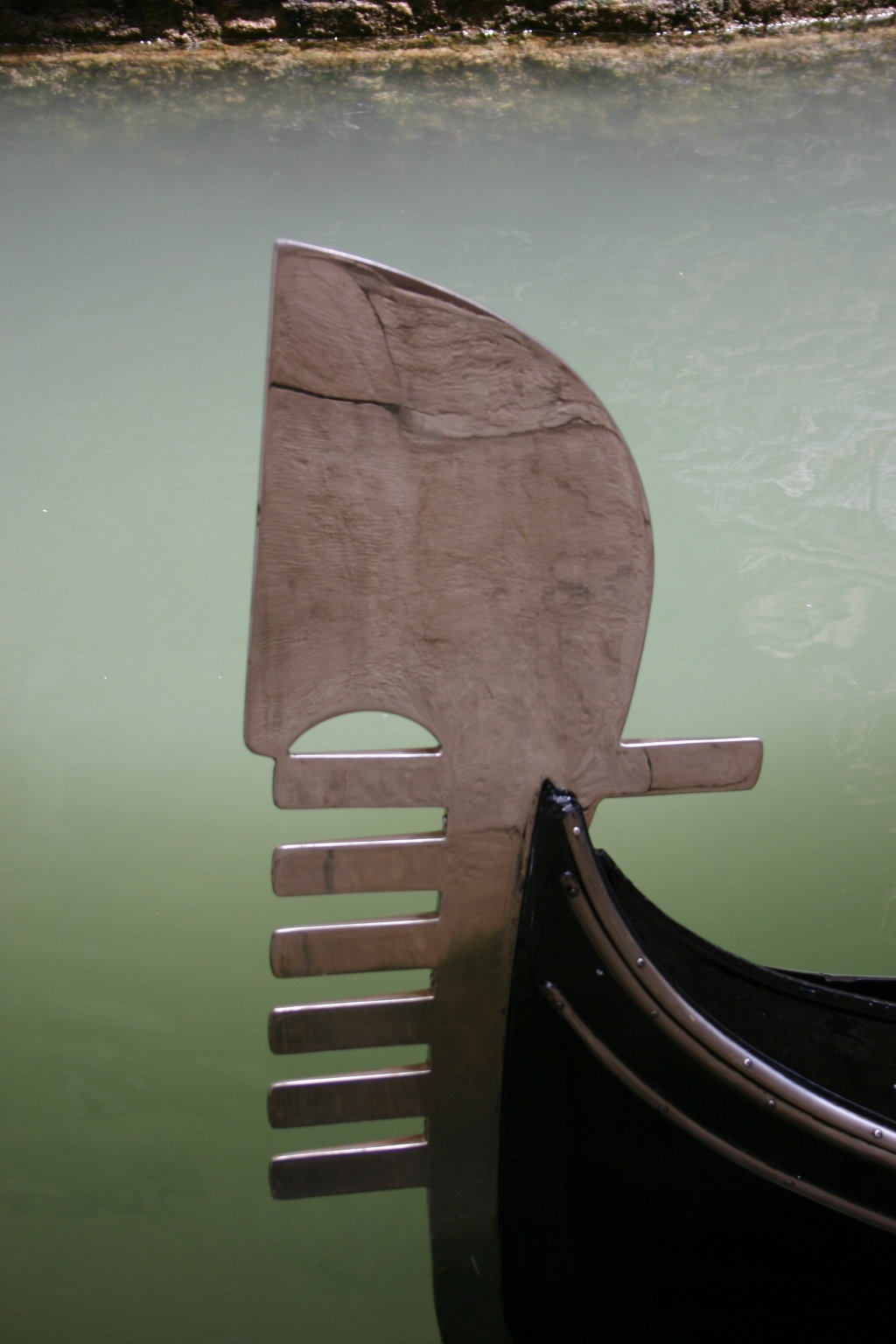
Ferro da gondola a prua

Storicamente la suddivisione in sestieri ripartiva le circoscrizioni della città di Venezia all'epoca della Serenissima. Sin dai tempi più antichi tale suddivisione si rifletteva anche nella composizione di alcune magistrature, come quella dei sei consiglieri ducali eletti nel Minor Consiglio in ragione di uno per ciascun sestiere. La sorveglianza su queste zone era deputata poi a particolari funzionari, i capisestiere, incaricati di riferire puntualmente al governo sull'identità e il comportamento dei cittadini residenti.
La suddivisione in sestieri era spesso estesa anche ai territori sotto il controllo della Repubblica di Venezia, che venivano in tal modo associati ad uno dei rioni cittadini, come nei casi dell'isola di Creta e dei territori del Dogado.

## Rappresentazione dei sestieri nelferro da gondola

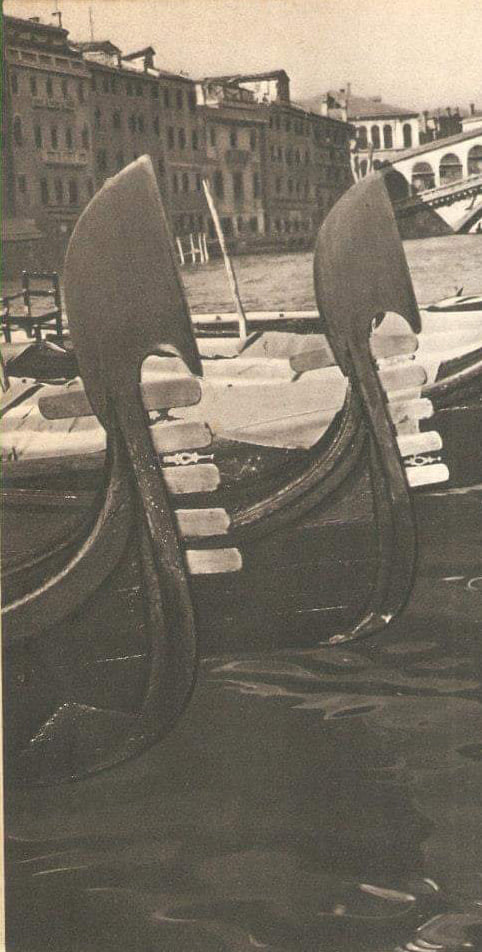
Ferri da gondola con cinque denti anteriori

Secondo un'interpretazione moderna non supportata da alcuna prova documentale, i sei sestieri sarebbero simbolicamente rappresentati dai sei denti anteriori del ferro da gondola (la tipica decorazione anteriore di queste imbarcazioni) e, assieme al dente posteriore rappresentativo dell'isola della Giudecca, alla forma a S ricalcante il percorso del Canal Grande, al piccolo arco sopra l'ultima sbarra che ricorda il Ponte di Rialto, e all'ampia voluta superiore indicante insieme il Bacino San Marco e il corno ducale (copricapo del doge), vanno a fornire la rappresentazione stilizzata della città.
In realtà, i ferri da gondola rappresentati nei quadri a soggetto veneziano risultano essere del tutto differenti rispetto agli attuali, che sono invece il frutto di una serie di modifiche successive, standardizzandosi solo nel XX secolo.